# Кеса
Кеса је употребни предмет који служи да се у њему носе ствари које је непрактично носити у рукама. Најчешће има ручке за лакше ношење. Такође, најчешће је од најлона или папира. Она је неизбежан реквизит при куповини многих ствари и намирница. У новије време се кесе користе и као промотивни, односно пропагандни материјал многих фирми које штампају свој лого и основне податке на кесама. Чак су се и неке модне куће укључиле у дизајнирање кеса.

## Историјат
Прве кесе од хартије је осмислио амерички ботаничар Франчо Воле, који је уједно осмислио и машину за прављење таквих кеса 1852. године. Његове кесе нису биле још увек као данашње; ивице им се нису поклапале најбоље, па је 1870. његова земљакиња Маргарет Најт побољшала изглед папирних кеса. Пластичне кесе од полиетилена које су ушле у свакодневну употребу први је почео да производи Немац Георг Фишер 1957. године. Кесу за усисивач су у САД измислили Ана и Мелвил Бисел између 1865. и 1876. године.

## Производња
Машина за тзв. извлачење пластичних кеса назива се екструдер. Тај апарат се користи и за израду других предмета, пре свега фолија, али и амбалаже. Ова машина врши процес екструдирање, при чему се платична маса, која је полазна сировима (у праху или гранулату), најпре под дејством високе температуре растопи, а онда пластифицира, хомогенизује и коначно обликује у жељену форму. За производњу кеса најпогодније су фолије добијене процесом који се назива екструзионо дување.

## Заштита животне средине
Пластичне кесе су почеле да се производе тек од 1957. године, тако да није могуће са сигурношћу рећи колико им је времена потребно да се разграде, али се процењује да је потребно 500 година. Састојак ових кеса је полиетилен и разлаже се прилично добро под утицајем УВ зрачења, али на депонијама су оне често затрпане другим отпадом, чиме се спречава продор овог зрачења. Сапрофити не могу да ураде много, јер ова супстанца није присутна у природи. Међутим, истраживања из 2008. су показала да је могуће разложити 43% пластичне кесе комбинацијом бактерија псеудомонас и сфингомонас, уз додатак квасца и натријум-ацетата. Идеална температура је при томе 37 °C, што значи да би на депонији такав поступак био тешко изводив. Кеса представља производ који се најчешће користи у целом свету. Годишња производња износи 1012 комада. Због све веће употребе пластичних кеса, оне су у новије време постале приличан проблем као знатан део отпада, па тако и загађивачи животне средине. Најчешће су реке и зелене површине препуне пластичних кеса и флаша. Пластична амбалажа је тешко разградљива, али проблем настаје и приликом производње кеса. На пример, у Италији се годишње произведе 300.000 тона кеса, што захтева потрошњу 430.000 тона нафте, а у атмосферу се испусти 200.000 тона угљен-диоксида. Све то захтева веома озбиљан приступ у решавању проблема ПЕТ амбалаже. Најбоље решење овог проблема је у превентивним мерама као што је избегавање употребе пластичних кеса, али и друге пластичне амбалаже. Све се више развијених индустријских земаља враћа картонској амбалажи, односно папирнатим кесама. Заправо, једна од препорука еколошких организација су четири поступка које сваки појединац може да уради, а који се на енглеском језику називају „4R“. Уместо узимања пластичних кеса у продавници, боље је понети сопствену врећу (refuse), а и ђубре не би требало одлагати у пластичне кесе (reduce). Уколико се ипак употребљавају пластичне кесе, боље их је употребљавати више пута (reuse), а у појединим случајевима могућа је и рециклажа (recycle). У последње време у свету су се појавиле посебне врсте пластике које је могуће рециклирати и таква пластика на себи има и одговарајућу ознаку. На пример, једно решење је полимер од скроба, а испитују се и могућности добијања кеса од „коре“ плода парадајза.